# 海伦二种粮场
海伦二种粮场是中华人民共和国黑龙江省绥化市海伦市下辖的一个类似乡级单位。
第二良种场本身是海伦市农业产业中的服务性组织。

## 行政区划
下辖以下地区：
海伦二粮种场虚拟生活区。